# Ecphanthacris
Ecphanthacris is een geslacht van rechtvleugeligen uit de familie veldsprinkhanen (Acrididae). De wetenschappelijke naam van dit geslacht is voor het eerst geldig gepubliceerd in 1940 door Tinkham.

## Soorten
Het geslacht Ecphanthacris  is monotypisch en omvat slechts de volgende soort:
- Ecphanthacris mirabilis (Tinkham, 1940)